# Thaddeus Young
Thaddeus Charles Young (New Orleans, Louisiana, 21. lipnja 1988.) američki je profesionalni košarkaš. Igra na poziciji niskog krila, a trenutno je član NBA momčadi Brooklyn Netsa. Izabran je u 1. krugu (12. ukupno) NBA drafta 2007. od strane Philadelphia 76ersa. 

## Srednja škola
Young je počeo igrati košarku u osmom razredu. Nakon dolaska u srednju školu "Mitchell High Scholl" postao je jedan od najboljih srednjoškolskih košarkaša. Izabran je u All-State petorku tri puta, proglašen je "TSSAA Mr. Basketball" 2005. godine, te je izabran za igrača godine. 2006. godine, Young je svoju momčad predvodio do TSSAA finala protiv srednje škole "Liberty Technology Magnet High School." Na završnoj godini srednje škole, Young je imao prosjek od 26.9 poena, 13.8 skokova, 4.1 asistencije, 4.3 ukradene lopte te 3.6 blokada po utakmici. Srednju školu završio je s odličnim prosjekom ocjena 4.3.

## Sveučilište
Pohađao je sveučilište "Georgia Tech". Svoju prvu godinu na sveučilištu završio je s prosjekom od 14.4 poena, 4.9 skokova i 2.2 asistencije. Iz igre je gađao 47,8%, a iza linije tri poena 41,9%.

## NBA

### Rookie sezona
28. lipnja 2007. godine, Young je izabran kao 12. izbor prvog kruga NBA drafta 2007. od strane Philadelphia 76ersa. Tijekom početka sezone 2007./08., Young je često sjedio na klupi. U svom debiju protiv Charlotte Bobcatsa upisao je 6 poena i 3 skoka. Nakon burnih događanja u klubu i zamjene Kylea Korvera, Young je počeo dobivati veću minutažu, iako ju je dijelio s Reggiem Evansom. Prosječno je bilježio 8.2 poena i 4.2 skokova za 21 minutu provedenu na parketu. Sezonu je završio upisavši 74 nastupa, od toga 22 u startnoj petorci.

### Druga godina
U svojoj sophomore sezoni dosta je napredovao, pogotovo u poenima i asistencijama. Bio je sudionik utakmice rookiea i sophomorea. Tijekom treće utakmice doigravanja protiv Orlanda postigao je pobjednički koš 2 sekunde prije kraja za pobjedu 76ersa i rezultat serije 2-1.

## NBA statistike

### Regularni dio
| Godina    | Klub         | Odig. uta. | Uta. poč. | Min. | 2P%  | 3P%  | Sl. bac.% | Skok. | Asist. | Ukr. lop. | Blok. | Poena |
| --------- | ------------ | ---------- | --------- | ---- | ---- | ---- | --------- | ----- | ------ | --------- | ----- | ----- |
| 2007./08. | Philadelphia | 74         | 22        | 21.0 | .539 | .316 | .738      | 4.2   | .8     | 1.0       | .1    | 8.2   |
| 2008./09. | Philadelphia | 75         | 71        | 34.4 | .495 | .341 | .735      | 5.0   | 1.1    | 1.3       | .3    | 15.3  |
| Ukupno    |              | 149        | 93        | 27.7 | .510 | .339 | .736      | 4.6   | 1.0    | 1.2       | .2    | 11.8  |

### Doigravanje
| Godina    | Klub         | Odig. uta. | Uta. poč. | Min. | 2P%  | 3P%  | Sl. bac.% | Skok. | Asist. | Ukr. lop. | Blok. | Poena |
| --------- | ------------ | ---------- | --------- | ---- | ---- | ---- | --------- | ----- | ------ | --------- | ----- | ----- |
| 2007./08. | Philadelphia | 6          | 6         | 26.7 | .480 | .200 | .857      | 4.5   | .7     | 1.2       | .0    | 10.2  |
| 2008./09. | Philadelphia | 6          | 6         | 38.2 | .449 | .417 | .833      | 4.5   | 1.3    | 1.0       | .2    | 12.0  |
| Ukupno    |              | 12         | 12        | 32.5 | .462 | .353 | .850      | 4.5   | 1.0    | 1.1       | .1    | 11.1  |

## Vanjske poveznice
- Profil na NBA.com
- Profil na ESPN.com